# 妹尾ひでみ
妹尾 ひでみ（せお ひでみ、1975年8月8日 - ）は鹿児島県阿久根市出身の日本の柔道家。72kg超級の選手。現役時代は身長185cm。体重120kg。足のサイズは30cm。兄は伊勢ノ海部屋の元力士であった。

## 経歴
阿久根小学校5年の時に兄の影響で三笠少年柔道団で柔道を始めた。阿久根中学時代は九州大会で3位になるが、その当時の体重は実に173kgもあったという。私立柳川高校に入学すると体重は120～130kgで落ち着くことになったが、2年までは巨体をもてあまして練習も捗らず、また部内の層が厚いこともあって控えだった。3年になってようやくレギュラー選手になり、金鷲旗とインターハイ団体戦では同級生の全国高校選手権72kg級チャンピオンの佐藤和恵や、1年後輩で超高校級の全日本選手権チャンピオンの阿武教子らとともに活躍して優勝に貢献した。その後強化選手選考会で2位となり、福岡国際では無差別に出場して3位に入った。拓殖短期大学入学後、1年の時には全日本選手権の準々決勝で住友海上の福場由里子に判定で敗れて5位だった。無差別で争われる学生選手権決勝では筑波大学2年の吉田早希を払腰で破って優勝した。全日本学生柔道優勝大会では決勝で日体大と対戦するが、二宮美穂に合技で敗れて2位にとどまった。世界学生の無差別では3位になった。なお、上京した当初は女子トイレに入るとよく痴漢と勘違いされて、不快な思いをしたという。2年の時には正力杯で優勝すると、ユニバーシアードでも3位となった。その後拓殖大学に編入すると、3年の時には正力杯で2連覇を果たした。学生選手権では158cm、56kgの小兵ながら決勝まで進んできた東海大学2年の大塚雅子を払腰で破って2年ぶり2度目の優勝を飾り、学生2冠を達成した。続く世界学生の個人戦は初戦で敗れたが、団体戦では3位になった。大学を卒業後はミキハウスやタカメディカルの所属となったが、学生の時ほど活躍はできなかった。現役時代は185cm、120kgと日本の女子重量級選手としては最も大柄な選手として大いに期待されていたものの、シニアの大会となるとその巨体を必ずしも活かしきれなかった。引退後は介護福祉の仕事に就いている。

## 主な戦績
- 1993年 - 金鷲旗 団体戦　優勝
- 1993年 - インターハイ 団体戦　優勝
- 1993年 - 全日本女子柔道強化選手選考会 2位
- 1993年 - 福岡国際 無差別　3位
- 1994年 - 全日本選手権 5位
- 1994年 - 都道府県対抗全日本女子柔道大会　団体戦(東京都)　優勝
- 1994年 - 全日本学生柔道優勝大会　団体戦　2位
- 1994年 - 学生選手権　無差別　優勝
- 1994年 - 国体　成年女子の部　3位
- 1994年 - 世界学生　無差別　3位　団体戦　3位
- 1995年 - 正力杯　優勝
- 1995年 - ユニバーシアード　3位
- 1995年 - 全日本学生柔道優勝大会　団体戦　優勝
- 1995年 - 学生選手権　無差別　3位
- 1996年 - 正力杯　優勝
- 1996年 - 全日本学生柔道優勝大会　団体戦　3位
- 1996年 - 学生選手権　無差別　優勝
- 1996年 - 世界学生　団体戦　3位
- 1997年 - 選抜体重別　3位
- 1997年 - 全日本学生柔道優勝大会　団体戦　2位
- 1997年 - 全国女子体重別　3位

(出典、JudoInside.com)